# تود كوشران
تود كوشران (بالإنجليزية: Todd Cochran)‏ هو ملحن وعازف بيانو أمريكي، ولد في 3 سبتمبر 1951 في سان فرانسيسكو في الولايات المتحدة.

## وصلات خارجية
- تود كوشران على موقع ميوزك برينز (الإنجليزية)
- تود كوشران على موقع أول ميوزيك (الإنجليزية)
- تود كوشران على موقع أول ميوزيك (الإنجليزية)
- تود كوشران على موقع ديسكوغز (الإنجليزية)